# Bolga
Bolga ('hammaren') är en mindre frihetsrörelse bestående av uzbekiska studenter.
Bolga är en av många rörelser som följde efter Otpors framgångar i Serbien. Med inspiration från organisationer i Georgien och Ukraina är Bolgas mål fria val och ett fritt samhälle. De beskrev sig (2005) som en demokratisk och ledarlös rörelse av uzbekiska ungdomar som bär orangefärgade kläder för att symbolisera att de städar gatorna.